# Lista najwyższych budynków w Kawasaki

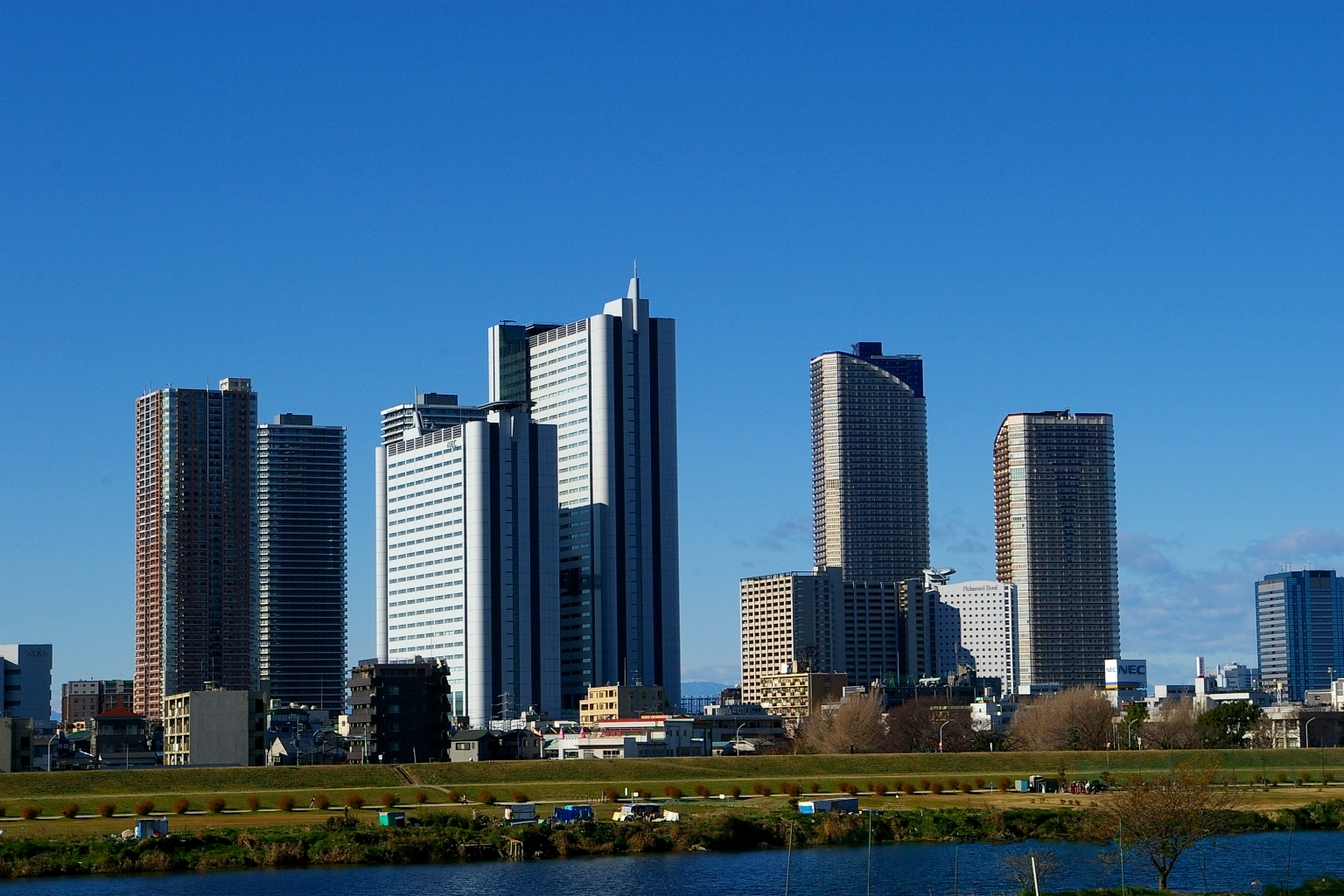
Budynki Musashi Kosugi. Listopad 2008.

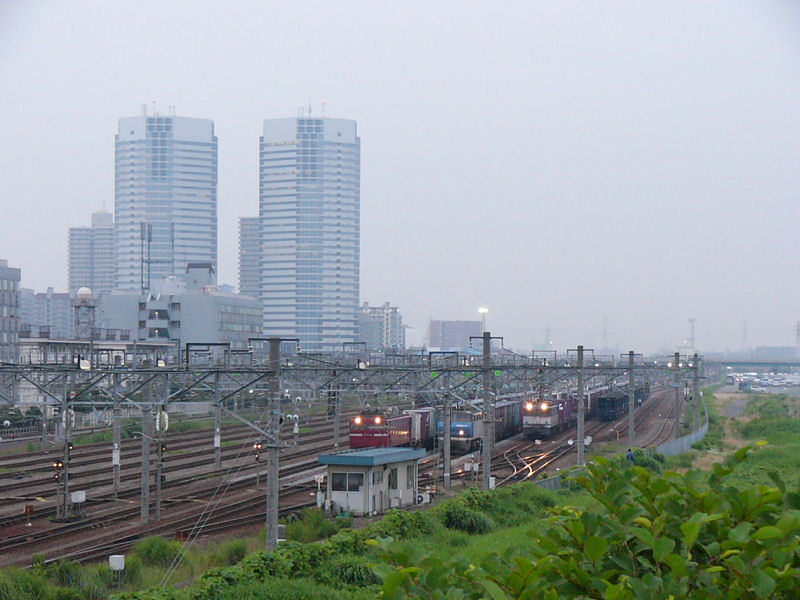
Shin-Kawasaki Mitsui Building East i West.

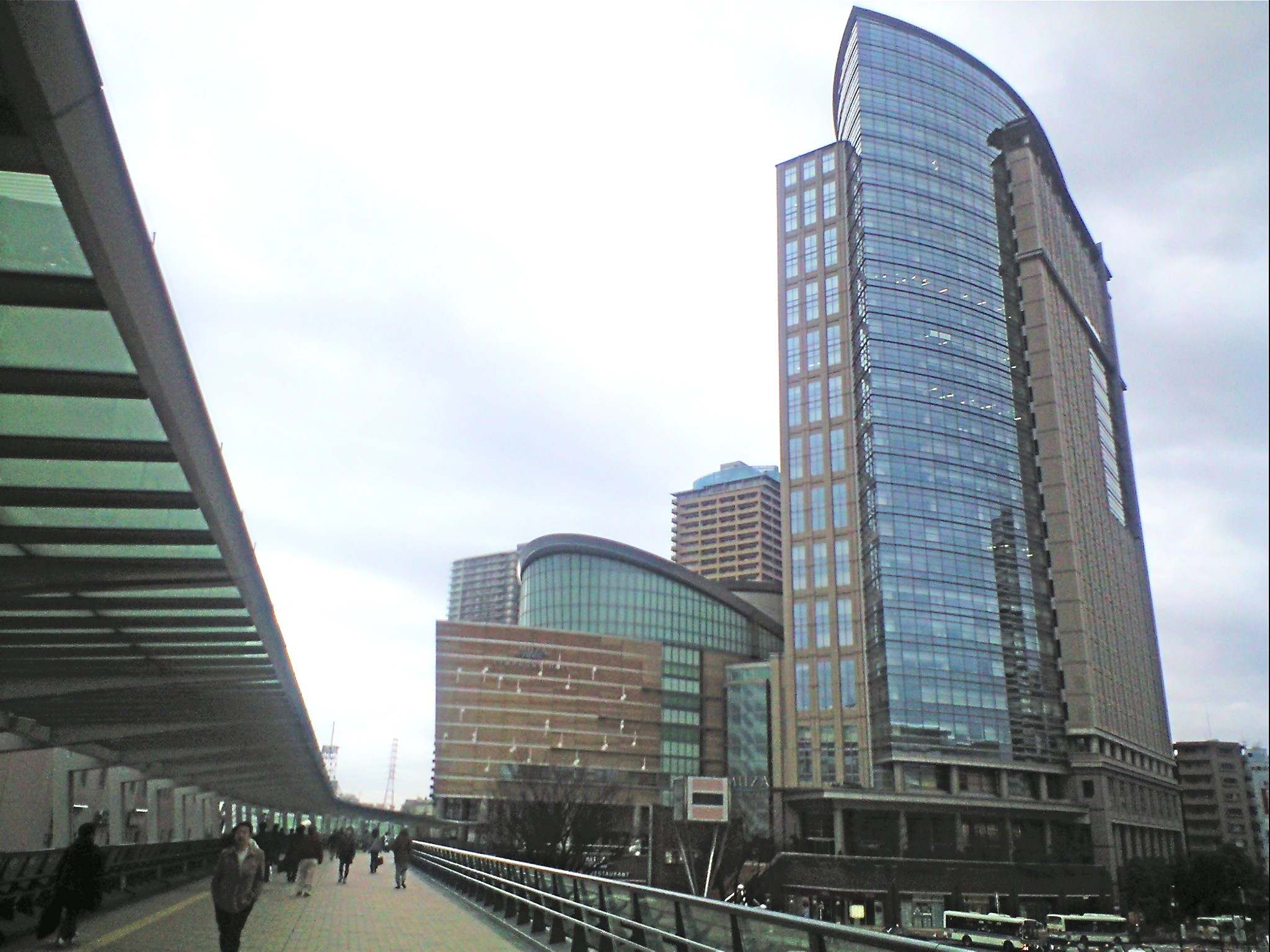
MUZA Kawasaki.

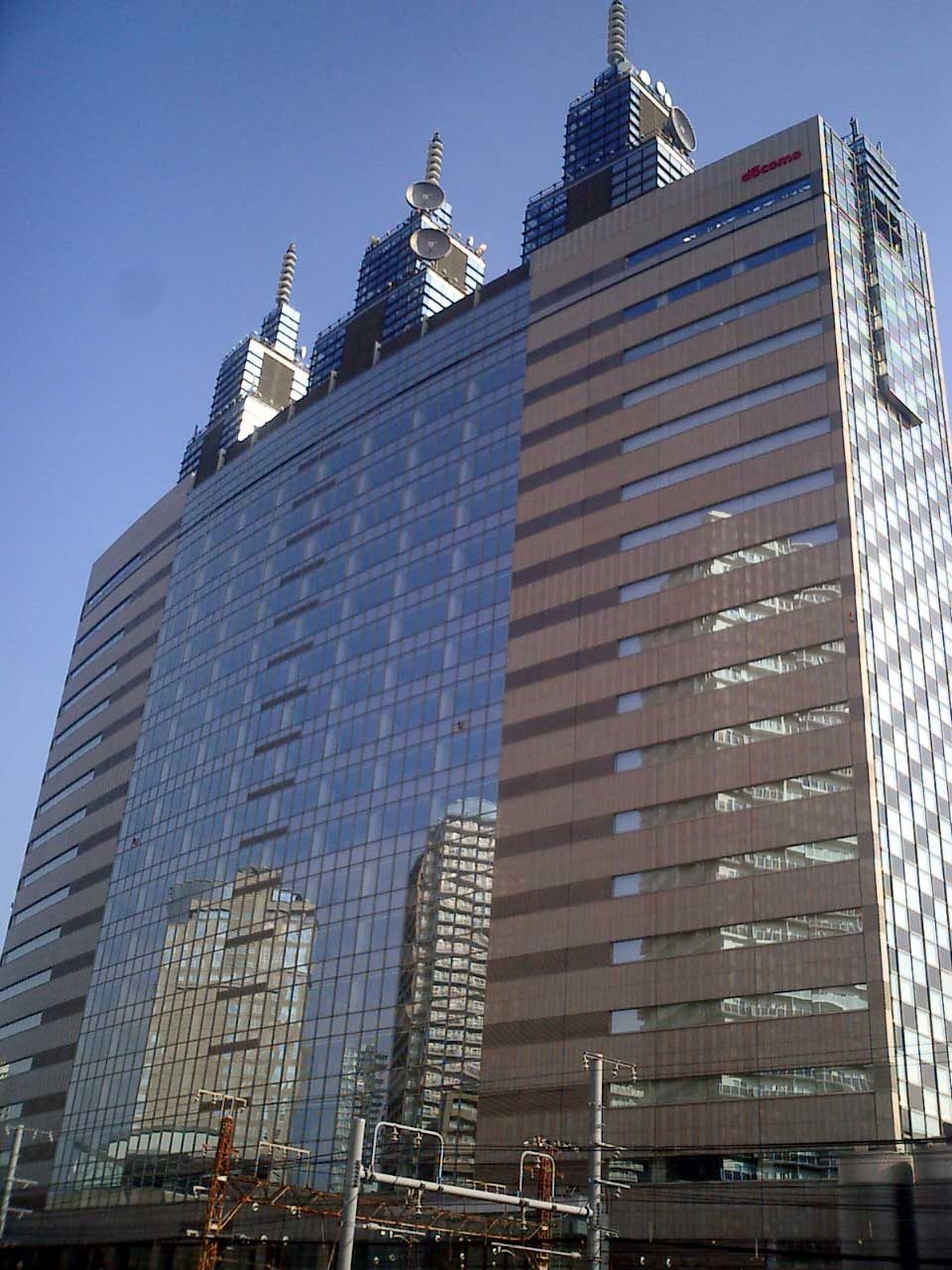
NTT DoCoMo Kawasaki Building.

Kawasaki jest jednym z wielkich japońskich miast. Znajduje się tutaj obecnie 19 budynków przekraczających wysokość 100 metrów i jeden ponad 200-metrowy.
Pierwszymi budynkami, które przekroczyły sto metrów były bliźniacze Shin-Kawasaki Mitsui Building East i Shin-Kawasaki Mitsui Building West ukończone w 1989 roku. Pozostawały najwyższymi w Kawasaki do 2002 roku. Od ich wybudowania upłynęło 6 lat zanim ukończono kolejny przekraczający 100 metrów wysokości budynek, w roku 1995 powstały 3 takie obiekty. Wszystkie zostały wybudowane jako biurowce. Po kolejnych pięciu latach przerwy powstał NEC Tamagawa Renaissance City Phase I, a w dwa lata później pierwszy mieszkalny wieżowiec w mieście – Thousand Tower – który stał się także najwyższym w mieście. Przewyższył go o 20 metrów w 2005 roku NEC Tamagawa Renaissance City Phase II. Od 2009 roku najwyższym jest Park City Musashi-Kosugi Mid Sky Tower, który należy do kompleksu mieszkalnego Park City Musashi Kosugi. Spośród 19 budynków 7 powstało w okresie 2007-2009.
Obecnie (grudzień 2013) nie trwa budowa żadnego budynku przekraczającego sto metrów wysokości.

## Wieżowce wyższe niż 100 metrów
| Lp.    | Nazwa                                         | Wysokość (metry / stopy) | Liczba pięter | Rok ukończenia budowy |
| ------ | --------------------------------------------- | ------------------------ | ------------- | --------------------- |
| 1.     | Park City Musashi-Kosugi Mid Sky Tower        | 203,5 / 668              | 59            | 2009                  |
| 2.     | Park City Musashi-Kosugi Station Forest Tower | 162,8 / 534              | 47            | 2009                  |
| 3.     | Lieto Court Musashi-Kosugi West Building      | 161,8 / 531              | 47            | 2008                  |
| 4.     | Lieto Court Musashi-Kosugi East Tower         | 161,1 / 529              | 47            | 2008                  |
| 5.     | The Kosugi Tower                              | 160,0 / 525              | 49            | 2008                  |
| 6.     | NEC Tamagawa Renaissance City Phase II        | 155,3 / 510              | 37            | 2005                  |
| 7.     | Thousand Tower                                | 135,0 / 443              | 41            | 2002                  |
| 8-8.   | Shin-Kawasaki Mitsui Building East            | 134,0 / 440              | 31            | 1989                  |
| 8-9.   | Shin-Kawasaki Mitsui Building West            | 134,0 / 440              | 31            | 1989                  |
| 10.    | Crescent Kawasaki Tower                       | 130,9 / 429              | 38            | 2009                  |
| 11-11. | MUZA Kawasaki                                 | 130,0 / 427              | 27            | 2004                  |
| 11-12. | NTT DoCoMo Kawasaki Building                  | 130,0 / 427              | 32            | 2002                  |
| 13-13. | Lazona Kawasaki Residence Central Tower       | 124,0 / 407              | 34            | 2007                  |
| 13-14. | Urbanbio Kawasaki                             | 124,0 / 407              | 35            | 2004                  |
| 15.    | Brillia Tower Kawasaki                        | 117,5 / 386              | 34            | 2008                  |
| 16.    | NEC Tamagawa Renaissance City Phase I         | 111,3 / 365              | 26            | 2000                  |
| 17.    | Solid Square East Wing                        | 105,0 / 345              | 24            | 1995                  |
| 18.    | Solid Square West Wing                        | 105,0 / 345              | 24            | 1995                  |
| 19.    | Musashi Kosugi Tower Place                    | 100,0 / 328              | 23            | 1995                  |